# Серебристый орёл
Серебристый орёл (лат. Hieraaetus wahlbergi) — вид хищных птиц семейства ястребиных. Видовое название дано в честь шведского натуралиста Юхана Аугуста Вальберга (1810–1856).

## Описание
Дневная хищная птица. Имеет длину 55–60 см и размах крыльев 130–160 см.

## Распространение
Встречается в большинстве стран Африки к югу от Сахары.

## Питание и размножение
Охотится на рептилий, мелких млекопитающих и птиц. Строит гнездо, как правило, на дереве. В кладке одно или два яйца.